# Luchtboog

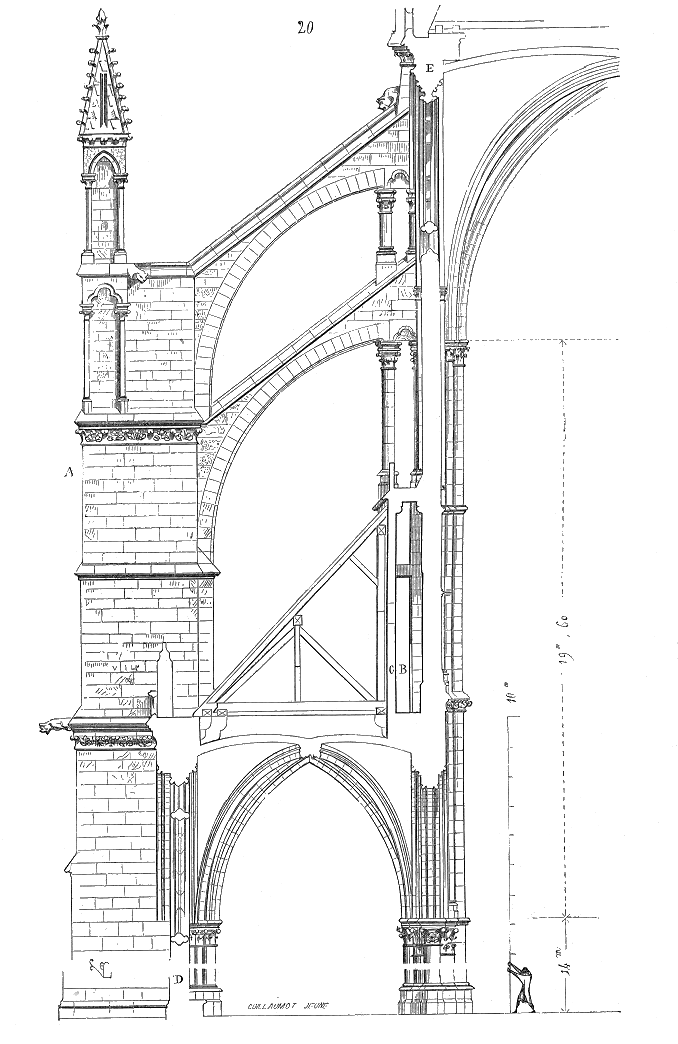
Doorsnede van de kathedraal van Amiens met rechts het schip, onderaan in het midden de zijbeuk en daarboven twee luchtbogen

Een luchtboog is een stijgende boog, die tussen een steunbeer en het bouwwerk is aangebracht. Deze boog heeft dezelfde functie als een schoor: het overbrengen van horizontale krachten (spatkrachten), van het bouwwerk naar de verticaal staande steunbeer. Een pinakel werd bij de luchtboog met steunbeer niet alleen om decoratieve redenen toegepast, maar voegde tevens extra gewicht toe aan de steunbeer om de spatkrachten vanuit de luchtboog beter te verwerken.
Luchtbogen kunnen opgenomen zijn in het dak van de zijbeuken van een kerk of kathedraal, maar voornamelijk in de gotische bouwkunst zijn luchtbogen aan de buitenkant van het gebouw te zien. Het dak van de zijbeuken bevindt zich doorgaans een stuk onder deze luchtbogen (zie tekening).

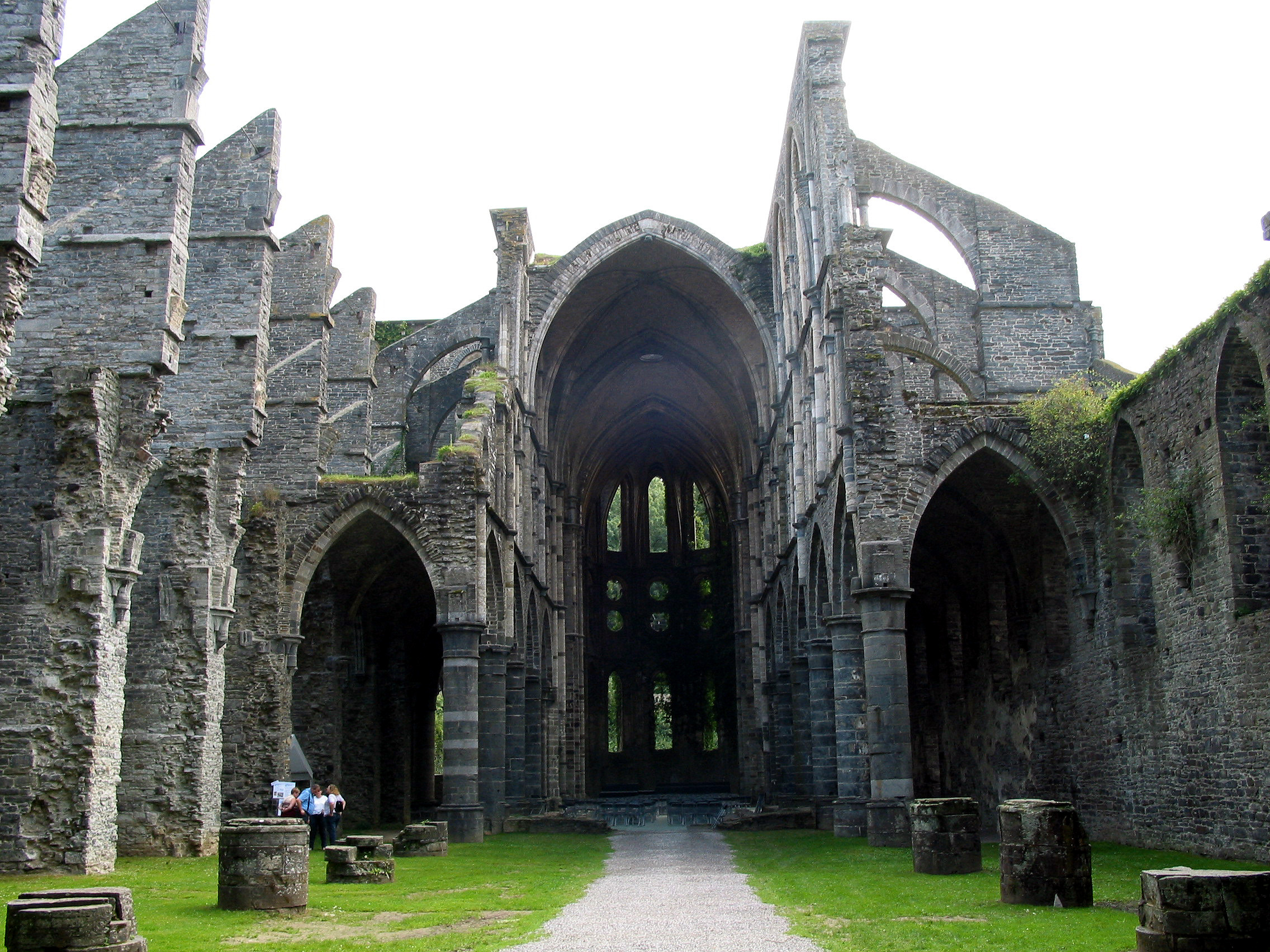
Schip met lagere zijbeuken van de voormalige Abdij van Villers. Goed zichtbaar zijn de luchtbogen.